# Henry Monson (3e baronnet)
Pour les articles homonymes, voir Monson.
Henry Monson, 3e baronnet (17 septembre 1653 - 6 avril 1718) de Burton Hall, Burton de Lincoln, dans le Lincolnshire, est un homme politique anglais. Il est député de Lincoln à différentes dates entre 1675 et 1689.

## Biographie
Il est l'aîné des fils survivants de John Monson, député de Lincoln, mort avant son père en 1674. Il hérite ainsi du titre de baronnet de son grand-père, John Monson (2e baronnet) en 1683.
Il succède à son père comme député de Lincoln lors d'une élection partielle en 1675, siégeant jusqu'en 1679. Il est réélu à ce poste en 1685, et est limogé en 1689 pour être devenu non juré (c'est-à-dire pour ne pas avoir prêté serment à Guillaume III).
Il meurt en 1718 et est enterré à South Carlton. Il épouse Elizabeth, fille de Charles Cheyne (1er vicomte Newhaven) de Chesham Bois, Buckinghamshire. Ils n'ont pas d'enfants et le titre de baronnet est transmis à son frère William Monson (4e baronnet).